# Kanton Bry-sur-Marne
Der Kanton Bry-sur-Marne war von 1967 bis 2015 ein französischer Wahlkreis im Arrondissement Nogent-sur-Marne, im Département Val-de-Marne und in der Region Île-de-France; sein Hauptort war Bry-sur-Marne.

## Gemeinden
Der Kanton bestand aus der Stadt Bry-sur-Marne und dem nördlichen Teil der Stadt Champigny-sur-Marne. Angegeben ist hier die Gesamteinwohnerzahl. Im Kanton lebten etwa 9.100 Einwohner von Champigny-sur-Marne.
| Gemeinde            | Einwohner Jahr | Fläche km² | Bevölkerungsdichte | Code INSEE | Postleitzahl |
| ------------------- | -------------- | ---------- | ------------------ | ---------- | ------------ |
| Bry-sur-Marne       | 16.423 (2013)  | 3,35       | 4902 Einw./km²     | 94015      | 94360        |
| Champigny-sur-Marne | 75.961 (2013)  | –          | – Einw./km²        | 94017      | 94500        |

## Bevölkerungsentwicklung
| 1990   | 1999   | 2006   |
| ------ | ------ | ------ |
| 21.877 | 22.815 | 23.519 |